# Karl Schlesinger (musiker)
Karl Schleslnger, född den 19 augusti 1813 i Wien, död där 1871, var en österrikisk cellist.
Schlesinger blev 1846 ledamot av hovkapellet och solospelare vid hovoperaorkestern i sin hemstad. År 1862 blev han professor vid konservatoriet där.